# 박누리
박누리는 〈남자가 사랑할 때〉(2014), 〈부당거래〉(2010), 〈베를린〉(2012)의 조감독을 거쳐 2019년 〈돈〉으로 데뷔한 영화감독이다.

## 작품

### 영화
- 《김관장 대 김관장 대 김관장》 (2007년) - 스크립터
- 《더 게임》 (2008년) - 스크립터
- 《서울이 보이냐?》 (2008년) - 연출부
- 《부당거래》 (2010년) - 조감독
- 《베를린》 (2013년) - 조감독
- 《남자가 사랑할 때》 (2014년) - 각색, 조감독
- 《돈》 (2019년) - 감독, 각본

### 드라마
- 《강남 비-사이드》 (Disney+, 2024년) - 연출

## 수상
- 2021년 제40회 황금촬영상 신인감독상 (돈)